# 기동전사 건담 0080 주머니 속의 전쟁

《기동전사 건담 0080 주머니 속의 전쟁》(일본어: 機動戦士ガンダム0080 ポケットの中の戦争, きどうせんしガンダム ダブルオーエイティ ポケットのなかのせんそう, 영어: Mobile Suit Gundam 0080 War in the Pocket)은 1989년에 발매된 《건담 시리즈》의 OVA 작품으로 전 6화이다. 0080, 포켓전으로 약칭되기도 한다.
이때까지 건담 시리즈를 다루어 온 토미노 요시유키가 아닌 인물이 감독을 맡은 첫 작품이다. 또한 건담 시리즈의 작품으로는 최초로 OVA 형식으로 발표, 출시된 작품이기도 하다.

## 같이 보기
- 기동전사 건담
- 건담 시리즈